# Gesetz über die Errichtung des selbstständigen tschechoslowakischen Staates
Gesetz vom 28. Oktober 1918 über die Errichtung des selbstständigen tschechoslowakischen Staates (tschechisch Zákon ze dne 28. října 1918 o zřízení samostatného státu československého) wurde vom Tschechoslowakischen Nationalausschuss als das erste Gesetz des neuen tschechoslowakischen Staates herausgegeben. Autor des Gesetzestextes ist Alois Rašín. Er schrieb es in der Nacht vom 27. auf den 28. Oktober 1918, nachdem er von Vlastimil Tusar aus Wien eine Nachricht über die bevorstehende Kapitulation der Österreichisch-Ungarischen Monarchie bekam. Es handelt sich um eine sogenannte Rezeptionsnorm. Das bedeutet, dass der neue Staat vorübergehend alle bisherigen österreichisch-ungarischen Rechtsvorschriften und die österreichisch-ungarische Verwaltung übernimmt (rezipiert).
In der einleitenden Erklärung proklamiert der Nationalausschuss die Gründung der tschechoslowakischen Staates: „Der selbstständige tschechoslowakische Staat ist ins Leben getreten.“ Die Staatsform des neuen Staates (Monarchie oder Republik) wird im Gesetz noch nicht festgelegt. Dem Nationalausschuss als dem „Organ des einmütigen Volkswillens“ gehört alle Gesetzgebungs- und Exekutivgewalt. Alle Behörden und Institutionen auf dem Gebiet der Tschechoslowakei werden dem Nationalausschuss unterstellt. Das Gesetz hat den Charakter eines Dekrets und trat unmittelbar nach seiner Veröffentlichung am 28. Oktober 1918 in Kraft.
Unterschrieben haben es vier Repräsentanten des Nationalausschusses (Antonín Švehla, Alois Rašín, Jiří Stříbrný und František Soukup), als Vertreter der Slowaken unterzeichnete Vavro Šrobár. Diese fünf Männer, die der Führung des Geheimbundes Maffie angehörten, wurden später „Männer des 28. Oktober“ genannt. Das Gesetz wurde als Nr. 11/1918 in die Sammlung von Gesetzen und Verordnungen des tschechoslowakischen Staates (Sbírka zákonů a nařízení státu československého) aufgenommen.

## Text des Gesetzes
„Der selbstständige tschechoslowakische Staat ist ins Leben getreten. Um den Zusammenhang der bestehenden Rechtsordnung mit dem neuen Zustand aufrechtzuerhalten, um Verwirrungen zu vermeiden und um den ungestörten Übergang in ein neues Staatsleben zu regeln, ordnet der Nationalausschuss im Namen des tschechoslowakischen Volkes als Vollstrecker der staatlichen Souveränität Folgendes:
Art. 1.

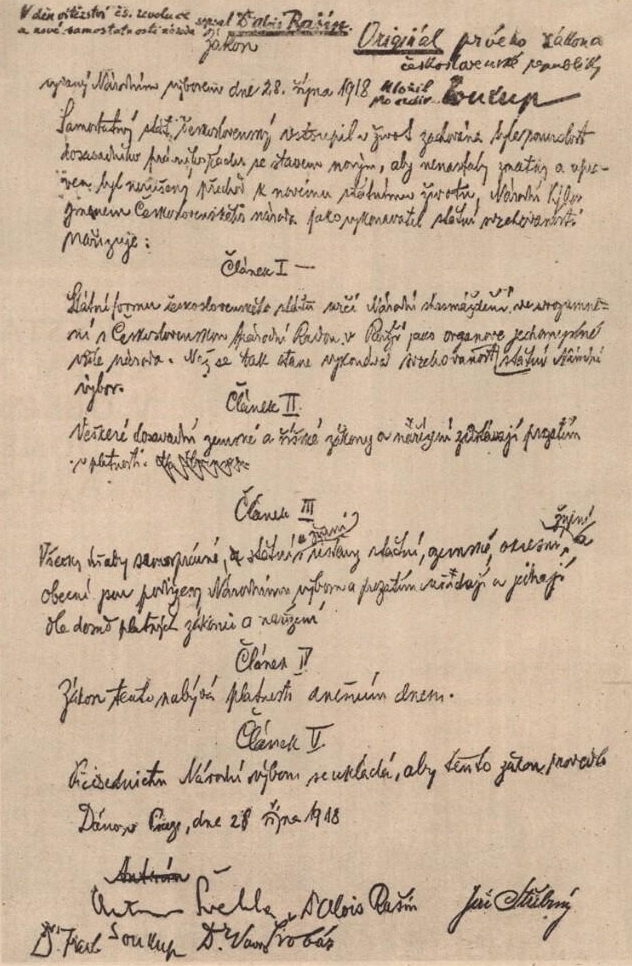
Manuskript von Rašíns Gesetzesentwurf

Die Staatsform des tschechoslowakischen Staates wird die Nationalversammlung im Einvernehmen mit dem Tschechoslowakischen Nationalrat in Paris festlegen. Das Organ des einmütigen Volkswillens sowie der Vollstrecker der staatlichen Souveränität ist der Nationalausschuss.
Art. 2.
Alle bisherigen Landes- und Reichsgesetze und Verordnungen bleiben vorläufig in Kraft.
Art. 3.
Alle Selbstverwaltungs-, Staats- und Bezirksbehörden, staatliche, Landes-, Bezirks- und insbesondere auch kommunale Institutionen sind dem Nationalausschuss unterstellt, sie bleiben vorerst im Amt und handeln gemäß den bisher geltenden Gesetzen und Vorschriften.
Art. 4.
Dieses Gesetz tritt am heutigen Tage in Kraft.
Art. 5.
Mit der Durchführung dieses Gesetzes wird der Nationalausschuss beauftragt.
JUDr. Al. Rašín, Ant. Švehla, JUDr. Fr. Soukup, Jiří Stříbrný. Dr. Vavro Šrobár“